# Lathyrus linifolius
Lathyrus linifolius é uma espécie de planta com flor pertencente à família Fabaceae. 
A autoridade científica da espécie é (Reichard) Bassler, tendo sido publicada em Feddes Repertorium 82(6): 434. 1971.

## Portugal
Trata-se de uma espécie presente no território português, nomeadamente em Portugal Continental.
Em termos de naturalidade é nativa da região atrás indicada.

## Protecção
Não se encontra protegida por legislação portuguesa ou da Comunidade Europeia.